# Dragutin Šurbek
Dragutin Šurbek (ur. 8 sierpnia 1946 w Zagrzebiu, zm. 15 lipca 2018 tamże) – chorwacki tenisista stołowy występujący przez większą część swej kariery w barwach Jugosławii, dwukrotny mistrz świata, pięciokrotny mistrz Europy.
Trzynastokrotnie zdobywał medale podczas mistrzostw świata, a największy sukces odniósł w 1979 w Pjongjang (w parze z Antunem Stipančiciem) i w 1983 w Tokio (w parze z Zoranem Kaliniciem), zostając mistrzem świata w grze podwójnej.
W mistrzostwach Europy osiemnastokrotnie zdobywał medale. Był mistrzem Starego Kontynentu trzykrotnie w grze podwójnej (w parze z Antunem Stipančiciem i dwukrotnie z Zoranem Kaliniciem), raz indywidualnie (1968) i raz drużynowo (1976).
Dwukrotny tryumfator Europa Top 12 (1976, 1979). Olimpijczyk – startował w barwach Chorwacji na igrzyskach olimpijskich w Barcelonie, bez sukcesów.